# Сообщение о действиях в чрезвычайной обстановке
Сообщение о действиях в чрезвычайной обстановке (англ. Emergency Action Message, EAM) — формализованное сообщение, в соответствии с Единым интегрированным оперативным планом передаваемое командованием Вооружённых сил США частям и подразделениям войск, оснащённых ядерным оружием, в случае принятия решения о его боевом применении. Сообщения передаются центральным узлом связи Министерства обороны США в Вашингтоне, либо в случае его уничтожения — запасным узлом связи Рейвен-Рок (штат Пеннсильвания) или воздушным командным пунктом E-4.
Передача происходит на частотах: 4724.0 КГц, 6739.0 КГц, 8992.0 КГц, 11175.0 КГц, 13200.0 КГц и 15016.0 КГц. по коротковолновой системе связи ВВС.
Пример передачи 4 августа 2010 года в 19:30 EST (03:30 МСК):
Andrews break 

ECQ4SI stand by ECQ4SI stand by ECQ4SI stand by message follows 

ECQ4SIFUOCT2ZJQWCSQCVCXHJUYE i say again ECQ4SIFUOCT2ZJQWCSQCVCXHJUYE this is Andrews must follow stand by 

ECMKQY stand by ECMKQY stand by ECMKQY stand by message follows 

ECMKQYUHTIFNRZFH5R5ULWA7V5F3 i say again ECMKQYUHTIFNRZFH5R5ULWA7V5F3 this is Andrews must follow  stand by 

ECHDIJ stand by ECHDIJ stand by ECHDIJ stand by message follows 

ECHDIJLL6AVYQSOK3KEC7G 

This is Andrews out